# Windows 7
Windows 7 је оперативни систем за личне рачунаре који је произвео Мајкрософт као део породице оперативних система Windows NT. Пуштен је у производњу 22. јула 2009. године и постао општедоступан 22. октобра 2009, мање од три година након издавања свог претходника, Windows висте. Истовремено је издат и одговарајући сервер, Windows Server 2008 R2. Општа подршка за оперативни систем Windows 7 истекла је 14. јануара 2020. године.
Windows 7 је првенствено замишљен да буде постепена надоградња за Microsoft Windows, са намером да адресира слабу критичну рецепцију Windows висте уз одржавање компатибилности хардвера и софтвера. Он је наставио са побољшањима на Windows аеру (кориснички интерфејс уведен у оперативни систем Windows Vista) са додатком редизајниране траке задатака која омогућава апликацијама да буду „закачене” на њега и нових функција за управљање прозорима. Друге нове функције су додате у оперативни систем, укључујући библиотеке, нови систем за дељење датотека (Матична група) и подршку за унос вишеструким додиром. Додат је и нови интерфејс, Центар активности, који пружа преглед информација о безбедности и одржавању система, а направљена су и подешавања система Контроле корисничког налога у циљу мање наметљивости. Windows 7 је испоручен и са ажурираним верзијама неколико апликација-залиха, укључујући Интернет експлорер 8, Windows репродуктор медија и Windows центар медија.
За разлику од Windows висте, Windows 7 је генерално био похваљен од стране критичара, који су сматрали да је оперативни систем знатно побољшање у односу на свог претходника због повећаних перформанси, интуитивнијег интерфејса (са посебном похвалом посвећеном новој траци задатака), мањег броја искачућих прозора Контроле корисничког налога и других побољшања која су направљена широм платформе. Он је био велики успех за Мајкрософт; чак и пре свог званичног издања, продаја пре наруџбе за седмицу на онлајн-трговцу Amazon.com надмашила је претходне рекорде. За само шест месеци широм света продато је преко 100 милиона копија, што је до јула 2012. порасло на преко 630 милиона лиценци. У децембру 2018. године, 35,55% рачунара који покрећу оперативни систем Windows и даље користе Windows 7.

## Историја развоја
Првобитно, верзија Windows-а под кодним именом „Блеком” била је планирана као наследник Windows-а XP и Windows Serverа 2003 у 2000. години. Главне функције које су биле планиране за Блеком укључују нагласак на претрагу и упите података и напредни систем за складиштење под именом WinFS који омогућава такве сценарије. Међутим, у међувремену, мање издање, под кодним именом „Лонгхорн”, најављено је за 2003. годину, што је одлагало развој Блекома. Средином 2003. године, Лонгхорн је стекао неке од функција које су првобитно биле намењене за Блеком. Након три велике епидемије малвера-црва — Бластер, Начи и Собиг — експлоатисане су пукотине у оперативним системима Windows у кратком временском периоду у августу 2003. године, Мајкрософт је променио своје развојне приоритете, стављајући неке од главних Лонгхорнових развојних радова на чекање док је развијао нове сервисне пакете за Windows XP и Windows Server 2003. Развој Лонгхорна (Windows висте) је поново покренут, и тако одложен, у августу 2004. године. Одређене функције су избачене из Лонгхорна. Блеком је преименован у Вијена почетком 2006. године.
Када је објављен, Windows Vista је критикован због дугог времена развоја, проблема са перформансама, некомпатибилности са постојећим хардвером и софтвером при покретању, промена које утичу на компатибилност неких рачунарских игара и нејасних уверења од стране Мајкрософта да ће одређени рачунари који испоручују XP пре лансирања бити „способни да покрећу Висту” (што је довело до тужбе за класну акцију), између осталих критика. Као такво, усвајање Висте у односу на XP остало је слабо. У јулу 2007. године, шест месеци након јавног издања Висте, објављено је да ће следећа верзија Windows-а бити под кодним именом Windows 7, са плановима за коначно издање у року од три године. Бил Гејтс је у интервјуу за Њузвик предложио да Windows 7 буде „оријентисанији на корисника”. Гејтс је касније рекао да ће се Windows 7 фокусирати и на побољшања перформанси. Стивен Синофски је касније проширио ову тему, објашњавајући у блогу Енџинеринг Windows 7 да компанија користи разне нове алатке за праћење како би измерила перформансе многих области оперативног система на непрекидној основи, да би помогла у лоцирању неефикасне кодне путање и спречавању назатка перформанси. Виши потпредседник Бил Вет изјавио је да корисници Windows висте који прелазе на Windows 7 неће наићи на проблеме са компатибилношћу уређаја са којима су се сусрели приликом преласка са Windows-а XP. Процењује се да је на Windows-у 7 радило око 1.000 програмера. Они су углавном били подељени на „језгро оперативног система” и „искуство Windows клијента”, а заузврат су организовани у 25 тимова од око 40 програмера у просеку.
У октобру 2008, објављено је да ће Windows 7 бити и званично име оперативног система. Дошло је до забуне око именовања производа Windows 7 јер је верзионирање као 6.1 указивало на сличну изградњу као Виста и повећало компатибилност са апликацијама које само проверавају главне бројеве верзија, слично као што Windows 2000 и Windows XP имају бројеве верзија 5.x. Прво спољашње издање за Мајкрософтове партнере стигло је у јануару 2008. са Мајлстоуном 1, изградњом 6519. Говорећи о Windows-у 7, 16. октобра 2008. године, директор Мајкрософта Стив Балмер потврдио је компатибилност између Windows висте и Windows-а 7, указујући на то да ће Windows 7 бити прерађена верзија Windows висте.
На КПП-у 2008. године, Мајкрософт је демонстрирао Windows 7 са својом преправљеном траком задатака. Дана 27. децембра 2008, бета верзија Windows-а 7 је процурела на интернет путем Бит торента. Према тесту перформанси ZDNet-а, Бета верзија Windows-а 7 је победила и Windows XP и Висту у неколико кључних области, укључујући време покретања и искључивања и рад са датотекама, као што је учитавање докумената. У осталим подручјима није победила XP, укључујући PC Pro мерила за типичне канцеларијске активности и уређивање видео-снимака, који су остали идентични Висти, а спорији од XPа. Дана 7. јануара 2009, x64 верзија бета верзије Windows-а 7 (изградња 7000) процурела на веб, а неки торенти су заражени тројанцем. На СПЕ-у 2009. године, директор Мајкрософта Стив Балмер изјавио је да је бета верзија Windows-а 7, изградња 7000, доступна за преузимање претплатницима MSDN-а и TechNet-а у формату ISO слике.
Кандидат за издање, изградња 7100, постала је доступна за претплатнике MSDN-а и TechNet-а, као и учесницима Конект програма 30. априла 2009. године. Дана 5. маја 2009. године, постала је доступна широј јавности, иако је такође била процурела на интернет путем Бит торента. Кандидат за издање био је доступан на пет језика и истекао је 1. јуна 2010. године, са искључивањима сваких два сата почевши од 1. марта 2010. године. Мајкрософт је изјавио да ће Windows 7 бити пуштен у јавност 22. октобра 2009. године. Он је издао Windows 7 претплатницима -а и Technet-а 6. августа 2009, у 10:00 PDT. Мајкрософт је најавио да је Windows 7, заједно са Windows Serverom 2008 Р2, пуштен у производњу 22. јула 2009. године. Верзија Windows-а 7 пуштена у производњу је изградња 77600.16385.090713-1255, која је компајлирана 13. јула 2009. и проглашена је коначном верзијом пуштеном у производњу након што је интерно прошла све тестове Мајкрософта.

## Промоција и почетак продаје
Коначна верзија оперативног система Windows 7 се у Србији,као и у остатку света званично појавила 22. октобра 2009. године. Тог, али и наредних дана, у Србији су партнери компаније Мајкрософт припремили разне акције,међу којима су били куповина комплетног рачунара,где је купац плаћао само лиценцу за Windows 7 док је хардвер био "бесплатан" , поклањање 30 мобилних телефона купцима Windows 7 рачунара, док су код осталих партнера акције углавном биле везане за промотивну сену овог оперативног система.

## Хардвер
Приликом најављивања и званичног пуштања у продају оперативног система Windows 7, постојала је бојазан да би он могао да прође као и његов претходник, Windows Vista. Разлог је у томе што хардвер и даље није био јача страна овог оперативног система,односно да је за потпуну функционалност и свакодневни рад било потребно купити нову конфигурацију или надоградити постојећу. Хардверска захтевност је свакако била већа од претходних оперативних система, што је значило додатна улагања у рачунар.

## Функције

### Нове и промењене
Међу новим функцијама Windows-а 7 су напредак у препознавању додира и рукописа, подршка за виртуелне чврсте дискове, побољшане перформансе на вишејезгарним процесорима, побољшане перформансе покретања, Директан приступ и побољшања језгра. Windows 7 додаје подршку за системе који користе више хетерогених графичких картица различитих произвођача (Хетерогени вишеструки адаптер), нову верзију програма Windows центар медија, гаџет за Windows центар медија, побољшане медијске функције, XPS пакет потрепштина, Windows пауершел и редизајнирани Калкулатор са вишередном способношћу, укључујући режим за програмере и режим статистика, заједно са конверзијом јединица за дужину, тежину, температуру и неколико других. Многе нове ставке су додате у Контролну таблу, укључујући Штимер текста Клиртајп, Чаробњак за калибрацију боја екрана, гаџети, опоравак, решавање проблема, Центар радних простора, локација и други сензори, Управљач акредитивима, биометријски уређаји, системске иконе, као и приказ. Windows центар за безбедност преименован је у Windows центар активности (Windows центар исправности и Windows центар за решења у ранијим изградњама), што обухвата и безбедност и одржавање рачунара. Редибуст на 32-битним издањима сада подржава до 256 гигабајта додатне доделе. Windows 7 подржава и слике у формату RAW додавањем декодера омогућених Windows компонентом сликања, који омогућавају сирове сличице слика, преглед и приказ метаподатака у Windows Explorerу, као и приказ у пуној величини и пројекције слајдова у Windows приказивачу фотографија и Windows центру медија. Windows 7 има и основног клијента TFTP-а са могућношћу преноса датотека на сервер TFTP-a или са њега. 
Трака задатака је видела највеће визуелне промене, где је стара трака са алаткама Брзо покретање замењена могућношћу качења апликација на траку задатака. Дугмад за закачене апликације су интегрисане са дугмадима задатака. Ове дугмади омогућавају и скочне спискове за дозволу лаког приступа уобичајеним задацима. Преправљена трака задатака такође омогућава поновно ређање дугмади на њој. Десно од системског сата налази се мало правоугаоно дугме који служи као икона Прикажи радну површину. Подразумевано, постављање показивача миша преко овог дугмета чини све видљиве прозоре провидним за брз поглед на радну површину. На екранима осетљивим на додир, као што су екрани на додир, таблет рачунари итд., ово дугме је мало шире (8 пиксела) како би се прилагодило притиску прста. Кликом на ово дугме, умањују се сви прозори, а поновним кликом на њега враћају се у првобитно стање.
Управљање прозорима у Windows-у 7 има неколико нових функција: Качење умањује прозор када се довуче при врх екрана. Превлачење прозора на леву или десну ивицу екрана омогућава корисницима да закаче софтверске прозоре на обе стране екрана, тако да прозори заузимају по половину екрана. Када корисник помера прозоре који су закачени или умањени помоћу Качења, систем враћа претходно стање. Функције качења се могу активирати и помоћу тастерских пречица. Качење скрива све неактивне прозоре када се насловна трака активног прозора брзо вуче напред-назад (метафорички протресе).
Windows 7 садржи 13 додатних звучних шема, под именом Поподне, Калиграфија, Карактери, Панорама града, Делта, Фестивал, Башта, Наслеђе, Пејзаж, Покварено, Рага, Савана и Соната. Пик, Тавла и Дама на интернету, који су уклоњени из Windows висте, враћени су са Windows-ом 7. Корисници могу да онемогуће или прилагођавају много више компоненти Windows-а него што је то било могуће у Windows висти. Нове допуне ове листе компоненти обухватају Интернет експлорер 8, Windows репродуктор медија 12, Windows центар медија, Windows претрагу и Windows платформу гаџета.
Нова верзија Мајкрософт виртуелног рачунара, недавно преименована у Windows виртуелни рачунар, доступна је за издања Windows-а 7 — Профешонал, Ентерпрајз и Алтимат. Омогућава покретање више Windows окружења на истој машини, укључујући Режим Windows-а XP. Режим Windows-а XP покреће Windows XP у виртуелној машини и приказује апликације унутар засебних прозора на радној површини Windows-а 7. Штавише, Windows 7 подржава постављање виртуелног чврстог диска (ВЧД или VHD) као нормалног складиштења података, а покретач система испоручен са Windows-ом 7 може покренути Windows систем са ВЧД-а; међутим, ова могућност је доступна само у издањима Ентерпрајз и Алтимат. Протокол за удаљену радну површину (ПУРП или RDP) Windows-а 7 је побољшан како би подржао мултимедијалне апликације у реалном времену, укључујући видео-репродукцију и 3Д игре, чиме се омогућава коришћење Директ екса 10 у окружењима удаљене радне површине. Три ограничења апликација, која су претходно била присутна у Windows Висти и Windows-у XP стартер издању, уклоњена су из Windows-а 7. Сва издања обухватају неке нове и побољшане функције, као што су Windows претрага, безбедносне функције и неке нове функције за Windows 7, настале унутар Висте. Опционално „Бит локер шифровање диск јединица” укључено је у Windows 7 алтимат и ентерпрајз. Windows заштитник је укључен; Антивирусни софтвер Мајкрософт безбедносне потрепштине је бесплатан за преузимање. Сва издања обухватају Копирање у сенци, које свакодневно користи Опоравак система за аутоматско чување „претходне верзије” корисничких датотека које су промењене. Побољшана је и Резервна копија и враћање, а Windows окружење за опоравак — које је подразумевано инсталирано — замењује опционалну Конзолу за опоравак Windows-а XP.
Нови систем познат као „Библиотеке” додат је за управљање датотекама; корисници могу да скупљају датотеке из више фасцикли у „Библиотеку”. По подразумеваном, направљене су библиотеке за категорије као што су Документи, Слике, Музика и Видео-снимци, које се састоје од личне фасцикле корисника и фасцикле Јавно за сваку од њих. Систем се такође користи као део новог кућног мрежног система познатог као Матична група; уређаји се додају на мрежу лозинком, те се датотеке и фасцикле могу делити са свим уређајима у матичној групи или са одређеним корисницима. Подразумеване библиотеке, заједно са штампачима, деле се по подразумеваном, лична фасцикла постављена је на приступ само за читање другим корисницима, а фасцикли Јавно може да приступи свако.
Windows 7 обухвата побољшану подршку за глобализацију кроз нови API за проширене лингвистичке услуге како би пружио вишејезичну подршку (посебно у издањима Алтимат и Ентерпрајз). Мајкрософт је такође применио бољу подршку за SSD, укључујући нову TRIM команду, а Windows 7 је у могућности да идентификује SSD јединствено. Основна подршка за USB 3.0 није укључена због кашњења у финализацији стандарда. На WinHEC-у 2008. године, Мајкрософт је најавио да ће дубина боја од 30-бита и 48-бита бити подржана у Windows-у 7, заједно са широком палетом боја scRGB (која се за HDMI 1.3 може претворити и извести у xvYCC). Видео-режими подржани у Windows-у 7 су 16-битни sRGB, 24-битни sRGB, 30-битни sRGB, 30-битни са проширеном палетом боја sRGB и 48-битни scRGB.
За програмере, Windows 7 обухвата нови мрежни API са подршком за изградњу веб-услуга заснованих на SOAP-у у изворном коду (за разлику од WCF веб-услуга заснованих на .NET-у), нове функције за поједностављање развоја инсталацијских пакета и скраћивања времена инсталације апликације. Windows 7, по подразумеваном, генерише мање одзива Контроле корисничког налога (ККН) јер омогућава да дигитално потписане Windows компоненте добију повишене привилегије без одзива. Корисници сада могу да подесе ниво на којем ККН ради помоћу клизне скале.

### Уклоњене
Одређене могућности и програми који су били део Windows Viste више нису присутни или су промењени, што је резултирало уклањањем одређених функционалности; то укључује класични кориснички интерфејс менија „Почетак”, неке функције траке задатака, функције Windows екплорера, функције Windows репродуктора медија, додатке Windows алтимата, дугме „Претрага” и Инк бол. Четири апликације које долазе у пакету са Windows вистом — Windows галерија фотографија, Windows творац филмова, Windows календар и Windows пошта — нису укључене у Windows 7 и замењене су верзијама Windows уживо бренда као део пакета Windows уживо потрепштина.